# Артиљеријска бригада Шесте пролетерске дивизије НОВЈ
Артиљеријска бригада Шесте пролетерске дивизије НОВЈ формирана је децембра 1944. у саставу Шесте личке дивизије.
Имала је четири дивизиона:
- Први (противтенковски ) дивизион имао је 3 батерије са укупно 12 топова 45 мм,
- Други (противтенковски ) дивизион имао је 3 батерије топова 76 мм - укупно 12 оруђа,
- Трећи (хаубички) дивизион имао је 3 батерије хаубица 120 мм.
- Четврти (брдски) имао је 3 батерије топова 75 мм

Шеста дивизија је, осим Артиљеријске бригаде, имала у свом саставу и два самостална дивизиона - дивизион мешовитих калибара 76 и 122 мм и противавионски дивизион 25 мм.
Артиљеријска бригада Шесте пролетерске дивизије НОВЈ учествовала је у борбама на Сремском фронту, на правцу дејства Босутске оперативне групе (6. и 11. дивизија и Прва коњичка бригада). Подржавала је јединице приликом пробоја фронта на линији Батровци - село Липовац. Подржавала је Шесту дивизију у нападима на Ђаково, Славонски Брод, пробој положаја на реци Илови и даље приликом продора према Загребу.
Одликована је Орденом заслуга за народ са златном звездом.